# Denzel Comenentia
Denzel Comenentia (* 25. November 1995 in Amsterdam) ist ein niederländischer Leichtathlet, der im Kugelstoßen und im Hammerwurf antritt. In letztgenannter Disziplin ist er Inhaber des Nationalrekords.

## Sportliche Laufbahn
Denzel Comenentia, dessen Vater von Curaçao und dessen Mutter aus Suriname stammt, begann in jungen Jahren mit der Leichtathletik. Er hat drei ältere Geschwister, zwei Brüder und eine Schwester. Zunächst trat er im Sprint an, bevor er im Alter von 15 Jahren auf die Wurfdisziplinen Kugelstoßen, Diskus- und Hammerwurf umstieg. 2011 nahm an den niederländischen U18-Meisterschaften teil, bei denen er mit dem Hammer Vizemeister wurde und im Diskuswurf die Bronzemedaille gewann. Ein Jahr später gewann er den U18-Meistertitel im Hammerwurf. Im Vergleich zum Vorjahr steigerte er sich mit seinen 65,55 m um mehr als drei Meter. 2013 wurde er in allen seinen drei Disziplinen niederländischer Juniorenmeister und trat mit dem Diskus und dem Hammer im Sommer bei den U20-Europameisterschaften in Rieti an. Während ihm im Hammerwurf kein gültiger Versuch gelang, scheiterte er im Diskuswurf in der Qualifikation und belegte insgesamt den 16. Platz. 2014 stellte er im Kugelstoßen mit 19,89 m einen neuen niederländischen Juniorenrekord auf. Im Sommer nahm er an den U20-Weltmeisterschaften in Eugene teil. Während er im Hammerwurf den elften Platz belegte, konnte er im Kugelstoßen mit 20,17 m die Silbermedaille gewinnen. Seine Leistungen blieben nicht unbemerkt, weswegen er von mehreren US-Universitäten Angebote für Stipendien erhielt. Comenentia nahm in der Folge ab 2016 ein Studium der Soziologie und des Sportmanagements an der University of Georgia auf, für dessen Sportteam, den Georgia Bulldogs, anschließend in den College-Meisterschaften antrat.
2015 trat Comenentia im Kugelstoßen bei den U23-Europameisterschaften in Tallinn an. Dort kam er allerdings nur auf 17,04 m und schied somit in der Qualifikation aus. Ende Juli wurde er im Kugelstoßen und im Hammerwurf jeweils niederländischer Meister. 2017 konnte er sich in seinen beiden Spezialdisziplinen jeweils deutlich steigern. Im Kugelstoßen gelang ihm eine Verbesserung auf 20,33 m, mit dem Hammer kam er auf 71,75 m. Im Juli trat er im Kugelstoßen bei den U23-Europameisterschaften in Bydgoszcz an. Dabei konnte er mit 19,86 m die Silbermedaille gewinnen. 2018 kam er im Mai im Kugelstoßen auf eine Weite von 20,88 m, die seitdem als seine Bestleistung zu Buche stehen. Im August trat er im Hammerwurf bei den Europameisterschaften in Berlin an. Dort blieb er in der Qualifikation mit 70,70 m deutlich hinter seinen Vorleistungen aus der Saison zurück und schied als 22. nach der Qualifikation aus. 2019 steigerte er sich im April im Hammerwurf auf 76,80 m, mit denen er seitdem den Landesrekord hält. Im Oktober trat er dann dennoch im Kugelstoßen bei den Weltmeisterschaften in Doha an. Ähnlich wie ein Jahr zuvor bei den Europameisterschaften, blieb er auch dort hinter seinen Vorleistungen zurück und schied als 23. aus. Um sich für die verschobenen Olympischen Spiele 2020 in Tokio zu qualifizieren, fehlten ihm in beiden seiner Disziplinen die erforderlichen Weiten. Aufgrund der COVID-19-Pandemie musste eine Vielzahl von Qualifikationswettbewerben abgesagt werden, wodurch er sich zunächst auf die Beendigung seines Studiums fokussierte. Schließlich verpasste er die Qualifikation. 2022 war er, erstmals im Hammerwurf, für seine zweite Teilnahme bei den Weltmeisterschaften qualifiziert, brachte es in der Qualifikation allerdings auf keinen gültigen Versuch und schied damit aus. Einen Monat später startete er ebenfalls im Hammerwurf bei den Europameisterschaften in München, erzielte er in der Qualifikation mit einem Wurf auf 68,89 m allerdings die zweitkürzeste Weite der gesamten Konkurrenz.
2023 steigerte er sich im Mai auf 78,01 m im Hammerwurf und qualifizierte sich damit für die Weltmeisterschaften in Budapest. Dort kam er in der Qualifikation allerdings nicht über 70,16 m hinaus, womit er den Finaleinzug deutlich verpasste.
Sein sportlicher Traum ist es Olympiasieger zu werden. Aus diesem Grund entschied er sich, in die USA umzuziehen. Seit einem Unfall beim Krafttraining ist er auf dem rechten Auge erblindet.

## Wichtige Wettbewerbe
| Jahr                    | Veranstaltung             | Ort                     | Platz                   | Disziplin               | Weite                   |
| Startet für Niederlande | Startet für Niederlande   | Startet für Niederlande | Startet für Niederlande | Startet für Niederlande | Startet für Niederlande |
| ----------------------- | ------------------------- | ----------------------- | ----------------------- | ----------------------- | ----------------------- |
| 2013                    | U20-Europameisterschaften | Rieti                   |                         | Hammerwurf (6 kg)       | o.g.V.                  |
| 2013                    | U20-Europameisterschaften | Rieti                   | 16.                     | Diskuswurf (1,75 kg)    | 53,22 m                 |
| 2014                    | U20-Weltmeisterschaften   | Eugene                  | 2.                      | Kugelstoßen (6 kg)      | 20,17 m                 |
| 2014                    | U20-Weltmeisterschaften   | Eugene                  | 11.                     | Hammerwurf (6 kg)       | 68,65 m                 |
| 2015                    | U23-Europameisterschaften | Tallinn                 | 23.                     | Kugelstoßen             | 17,04 m                 |
| 2017                    | U23-Europameisterschaften | Bydgoszcz               | 2.                      | Kugelstoßen             | 19,86 m                 |
| 2018                    | Europameisterschaften     | Berlin                  | 22.                     | Hammerwurf              | 70,70 m                 |
| 2019                    | Weltmeisterschaften       | Doha                    | 23.                     | Kugelstoßen             | 20,03 m                 |
| 2022                    | Weltmeisterschaften       | Eugene                  |                         | Hammerwurf              | o.g.V.                  |
| 2022                    | Europameisterschaften     | München                 | 23.                     | Hammerwurf              | 68,89 m                 |
| 2023                    | Weltmeisterschaften       | Budapest                | 29.                     | Hammerwurf              | 70,16 m                 |

## Persönliche Bestleistungen
Freiluft
- Kugelstoßen: 20,88 m, 12. Mai 2018, Knoxville
- Hammerwurf: 78,01 m, 20. Mai 2023, Tucson, (niederländischer Rekord)

Halle
- Kugelstoßen: 20,72 m, 9. Februar 2019, Fayetteville